# Тыловая разведка
Тыловая разведка — сбор данных о районах дислокации соединений, частей, учреждений и организаций тыла и условиях их работы, необходимый для организации тылового обеспечения войск (сил).

## Содержание тыловой разведки
Тыловая разведка проводится в интересах рационального и надёжного тылового обеспечения войск (сил).
При проведении тыловой разведки выясняются следующие пункты:
- районы расположения войск и органов тыла;
- пути подвоза и эвакуации;
- наличие и расположение источников воды;
- наличие местных ресурсов и возможности их использования;
- другие сведения, необходимые для планирования и организации тылового обеспечения войск (сил).

Тыловая разведка преследует выбор наиболее оптимальных мест для полевого размещения войск и органов тыла и определяет:
- наиболее удобные и скрытые от визуального наблюдения противника места;
- наличие дорог и возможности по использованию их в качестве подъездных путей;
- порядок размещения и передвижения транспортных средств в данных районах;
- требуемые объёмы работ по инженерному оборудованию районов и расчёт необходимых для этого сил и средств;
- условия организации зашиты, обороны, охраны и маскировки объектов тыла.

Тыловая разведка производится силами и средствами частей и учреждений тыла. Она организуется: в тактическом звене — заместителем командирa по тылу, в оперативном звене — штабом тыла.